# James Proche
James Proche (Dallas, Texas, 21 de septiembre de 1996) es un jugador profesional estadounidense de fútbol americano que se desempeña en la posición de wide receiver en Cleveland Browns, equipo de la National Football League (NFL).

## Carrera
Fue seleccionado en la sexta ronda en la Reunión Anual de Selección de Jugadores de la NFL de 2020. Hizo su debut profesional con el equipo Baltimore Ravens, en el cual jugó cuatro temporadas (2020-2023), luego pasó a Cleveland Browns, donde lleva jugando una temporada.